# 54
Вижте пояснителната страница за други значения на 54.
54 (петдесет и четвърта) година е обикновена година, започваща във вторник по юлианския календар.

## Събития

### В Римската империя
- Последна година от принципата на Тиберий Клавдий Цезар Август Германик (41 – 54 г.)
- Консули на Римската империя са Маний Ацилий Авиола и Марк Азиний Марцел.
- 13 октомври – император Клавдий умира след като, според повечето древни автори, е отровен от Агрипина. Нерон е приветстван от преторианците като император, а Сената му гласува необходимите на принцепса правомощия.[1]
- 18 октомври – на Марсово поле е устроено държавно погребение на император Клавдий. Скоро след това той е обожествен от Сената.[1]
- Сенека публикува своята политичекса сатира Apocolocyntosis насочена срещу Клавдий.[2]
- Подготовка за война с Партия заради скорошните действия на партите в Армения.

## Починали
- 13 октомври – Клавдий, римски император (роден 10 г. пр.н.е.)
- Домиция Лепида, майка на Валерия Месалина и бивша тъща на Клавдий (родена ок. 10 г. пр.н.е.)
- Марк Юний Силан, римски политик и сенатор (роден ок. 14 г.)
- Нарцис, освободен бивш роб издигнал се до влиятелна позиция в двора на император Клавдий
- Стах, епископ на Византион